# Рецепт її молодості
«Рецепт її молодості» (рос. «Рецепт её молодости») — радянський музичний фільм 1983 року режисера Євгена Гінзбурга за мотивами п'єси Карела Чапека «Засіб Макропулоса». Прем'єра фільму відбулася 10 жовтня 1983 року.

## Сюжет
Дія фільму відбувається приблизно на початку XX століття. Знаменита співачка Емілія Марті приїжджає на гастролі в європейське місто. В цей же час у верховному суді збираються закрити справу «Грегор-Прус» — тяжбу, яка тривала кілька десятків років. Альберт Грегор безуспішно намагається відсудити собі спадок барона Йозефа Пруса, але не може довести, що є його спадкоємцем. Емілія Марті несподівано втручається в хід процесу, повідомивши про місцезнаходження документів, які засвідчують, що Альберт Грегор і Прус родичі.
Знати про те, де були документи, могла тільки дуже близька людина, але Прус помер близько ста років тому. Виявляється, Емілії більше трьохсот років від роду, хоча виглядає вона років на 35. Секрет її вічної молодості в чарівному засобі, який придворний алхімік Макропулос приготував для імператора Рудольфа. Правитель не наважився випити зілля і наказав випробувати його на дочці алхіміка…

## У ролях
- Людмила Гурченко —  Емілія Марті
- Олег Борисов —  барон фон Прус
- Олександр Абдулов —  Альберт Грегор
- Анатолій Ромашин —  адвокат Коленатий
- Армен Джигарханян —  граф Гаук
- Олена Степанова —  Христина
- Сергій Шакуров —  Бомбіто
- Анатолій Калмиков —  клерк
- Сергій Дитятєв —  клерк
- Лілія Сабітова —  покоївка

## Знімальна група
- Режисер-постановник: Євген Гінзбург
- Сценарист: Олександр Адабаш'ян
- Оператор-постановник: Генрі Абрамян
- Художник: Юрій Кладієнко
- Композитор: Георгій Гаранян
- Текст пісень: Юрій Ряшенцев
- Хореографія: Валентин Манохін
- Звукооператор: Лія Беневольська
- Запис музики: Володимир Виноградов
- Звукооператор перезапису: Євген Базанов
- Художник по костюмах: Наталія Іванова
- Монтажер: Валерія Бєлова
- Художник-гример: Тамара Гайдукова
- Пантоміма: Валентин Гнеушев
- Комбіновані зйомки: оператор Олександр Двигубський
- Ансамбль «Мелодія»
- Державний симфонічний оркестр кінематографії
- Редактор: Людмила Шмуглякова
- Музичний редактор: Арсеній Лапісов
- Директор: Борис Криштуп